# Prospekt Bolsjevikov (metrostation)
Prospekt Bolsjevikov (Russisch: Проспект Большевиков) is een station van de metro van Sint-Petersburg. Het station maakt deel uit van de Pravoberezjnaja-lijn en werd geopend op 30 december 1985. Station Prospekt Bolsjevikov bevindt zich in het oosten van Sint-Petersburg en is genoemd naar een straat in de omgeving, de Bolsjewiekenlaan. In de planningsfase werd het station Oelitsa Kollontaj genoemd, eveneens naar een nabije straat.
Het station ligt 68 meter onder de oppervlakte en beschikt over een perronhal met een gewelfd plafond. Het ronde toegangsgebouw staat op het plein waar Prospekt Bolsjevikov, Prospekt Pjatiletok, Rossijski prospekt en Oelitsa Kollontaj samenkomen. Aan het einde van de perronhal zijn de symbolen van de Sovjet-Unie, de hamer en sikkel, afgebeeld.